# قانون رقابت اتحادیه اروپا
قانون رقابت اتحادیه اروپا قانون رقابتی است که در اتحادیه اروپا استفاده می‌شود. این امر باعث حفظ رقابت در بازار یکپارچه اروپایی توسط تنظیم رفتار ضد رقابتی شرکت‌ها می‌شود تا اطمینان حاصل کنند که کارتل‌ها و انحصارات ایجاد نمی‌شود که به منافع جامعه آسیب برساند.